# ヘジュ
ヘジュ（朝: 혜주、英: Hyeju、2001年11月13日 - ）は韓国の女性歌手。韓国のガールズグループ「Loossemble」のメンバーで、「今月の少女」及び同グループ内のユニット「今月の少女 yyxy」の元メンバー。CTD ENM所属。本名はソン・ヘジュ (韓: 손혜주、漢: 孫慧舟)。旧芸名はオリビアヘ（朝: 올리비아혜、英: Olivia Hye）。

## 来歴
2001年11月13日、韓国の京畿道議政府市に生まれる。
2018年3月17日に十二番目の少女としてビジュアルが公開され、3月30日にシングル『Olivia Hye』でソロデビュー。
2018年5月30日、 『今月の少女 yyxy』のメンバーとしてミニ・アルバム『Beauty & The Beat』でユニットデビュー。8月20日、『今月の少女』のメンバーとしてデビュー。
2022年3月1日、他のメンバーらと共に新型コロナウイルスに感染。それに伴い、今月の少女として出演する予定であったQUEENDOM 2の一次競演の収録に参加せず、棄権することとなった。
2022年3月1日、コン・ギナムとのコラボアルバム『봄이 되어줄게 (→ 春になってあげる)』をリリース。
2023年6月16日、元所属事務所との専属契約効力停止仮処分申請で勝訴判決が下され、Blockberry Creativeとの専属契約を終了。
7月5日、CTD ENMとの専属契約を締結。
9月15日、ヘジュ名義でLoossembleのメンバーとして再デビュー。

## 人物
身長は165cm、血液型はB型。家族構成は父親と母親と姉が1人で、両親はカフェと車を専門とした修理屋を経営している。本貫は密陽 孫氏。象徴物はグレー、黒、オオカミ。FNC アカデミー出身。ロールモデルはヒョナ。好きな食べ物はスイカ。
2017年にオーディションを受けて二次で落ちたものの、2018年2月に突然Porarisエンターテインメントから連絡が来て、入社後すぐにデビューが決まった。その為練習生期間は一日のみである。

## 作品

### 単独作品
| リリース日    | 収録アルバム | 参加楽曲                         |
| ------------- | ------------ | -------------------------------- |
| 2018年3月30日 | Olivia Hye   | 1. Egoist (Feat.Jinsoul) 2. Rosy |

### 参加作品
| リリース年 | 収録アルバム                             | 参加楽曲 | 備考                                                |
| ---------- | ---------------------------------------- | -------- | --------------------------------------------------- |
| 2018年     | beauty & the beast                       | 全曲     | - 所属ユニットである今月の少女 yyxy名義でのアルバム |
| 2022年     | 봄이 되어줄게 (春になってあげる)         | 全曲     |                                                     |
| 2022年     | Queendom ポジションユニット対決 Part 1-2 | 全曲     |                                                     |

## ソロシングル
Olivia Hye (オリビアヘ)は、今月の少女プロジェクトでゴウォンの次に発表された十二番目の少女であるオリビアヘのソロシングル。2018年3月30日にBlockBerry Creativeからリリースされ、Danalエンターテインメントから発売された。
アルバムの形態は、ソロバージョンとゴウォンとのツーショットバージョンの2種類展開されている。

### 収録曲
1. Egoist
作詞：パク・ジヨン, Jaden Jeong 
作曲：Artronic Waves, LAB301, PABLO GROOVE, Lapi
編曲：Artronic Waves, LAB301, PABLO GROOVE
2. Rosy
作詞：タルリ
作曲：ビリージン, パク・ジンヒョン, Hickee
編曲：ビリージン, パク・ジンヒョン

### 楽曲の解説
Egoist
タイトル曲。ジンソルとのデュエット曲で、物静かに曲が始まり、徐々に突発的なビートと出会い、他人ではない私に対する愛に寄り添うストーリーが込められたいる。ポップメロディーを中心に、EDMを混ぜた楽曲であり、ミュージック・ビデオはオリビアヘのダイナミックな動作の他に、今月の少女のストーリーに乗せて隠れているカットを見る面白みを兼ね備えている。
Rosy
ゴウォンとのデュエットソング。優しいがシック、親切だけど不親切、又は気に入ったけど付き合うのは面倒な今時の時代のどこに飛ぶか分からない難破した羅針盤のような心理を込めた、綺麗だがとげとげしい感情を歌っている楽曲。

## 出演
※単独出演のみ表記
| 放送年 | 放送局                    | 番組タイトル |
| ------ | ------------------------- | ------------ |
| 2022   | Channel A                 | 都市漁師     |
| 2023   | Kakaoエンターテインメント | 少女リバース |